# Dax Berthy
 (juin 2014).
Si vous disposez d'ouvrages ou d'articles de référence ou si vous connaissez des sites web de qualité traitant du thème abordé ici, merci de compléter l'article en donnant les références utiles à sa vérifiabilité et en les liant à la section « Notes et références ».
Dax Berthy (ou Berty), de son vrai nom Clément Chiaberti, né le 10 avril 1886 à Paris XVe, mort le 11 décembre 1961 à Paris Xe, est un acteur français. Il se présentait comme « comique de la scène et de l'écran ». Il figure principalement aux génériques de deux films :
- La Justicière (1925), de Maurice Gleize
- L'Homme de nulle part (1937), de Pierre Chenal (dans le rôle du curé)

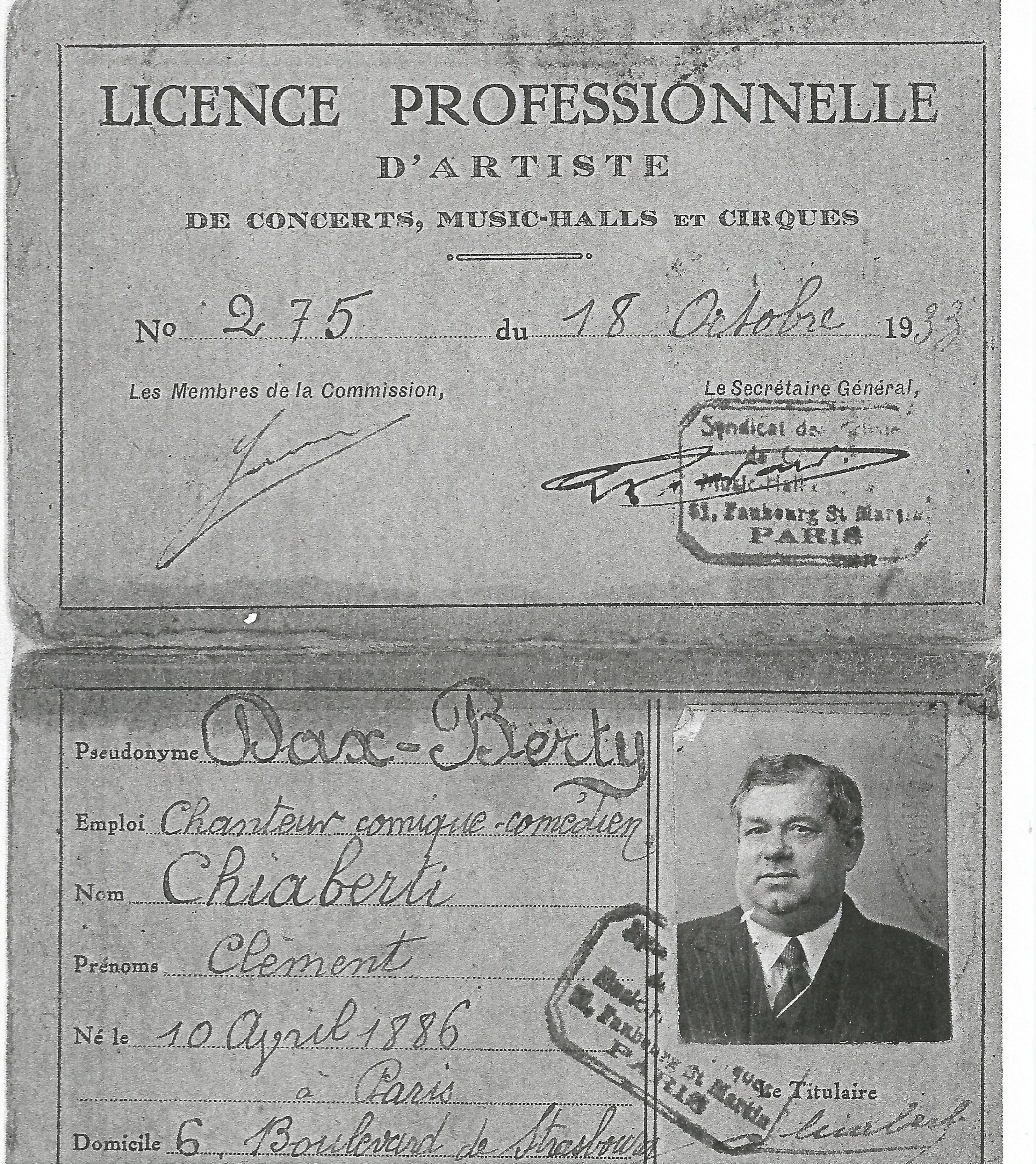
A chanté dans son répertoire : "Gégène" et "comment vas-tu ?"

## Biographie

### Vie privée
Marié le 31 décembre 1925 à Paris XVe avec Madeleine Aimée ALLAMASSEY (19/11/1893 -12/11/1979), de cette union vont naitre quatre enfants .
Grand ami de Michel SIMON, Dax Berthy a vécu dans le 10e arrondissement, plus particulièrement Boulevard de Strasbourg .